# 1916 dans le catholicisme
Chronologie du catholicisme
- 1912
- 1913
- 1914
- 1915
- 1916
- 1917
- 1918
- 1919
- 1920

Cet article présente les faits marquants de l'année 1916 dans le catholicisme.

## Évènements
- 4 décembre : Création de 11 cardinaux par Benoît XV.

## Naissances
- 7 janvier : Bienheureux Teresio Olivelli, opposant catholique au nazisme, martyr italienne († 17 janvier 1945)
- 12 janvier : Christophe Adimou, prélat béninois, archevêque de Cotonou († 8 juillet 1998)
- 19 janvier : Louis Simonneaux, prélat français, évêque de Versailles († 22 janvier 2009)
- 20 janvier : Irénée Beaubien, prêtre jésuite québécois, engagé dans l’œcuménisme († 15 mai 2017)
- 31 janvier : Enrique Alvear Urrutia, prélat chilien, évêque auxiliaire de Santiago et évêque titulaire de Sita (de), serviteur de Dieu († 29 avril 1982)
- 3 février : Jean Margéot, premier cardinal mauricien, évêque de Port-Louis († 17 juillet 2009)
- 10 février : Charles-Auguste-Marie Paty, prélat français, évêque de Luçon († 31 décembre 2004)
- 14 février : Bienheureux Jesús Emilio Jaramillo Monsalve, archevêque et martyr colombien († 2 octobre 1989)
- 28 février : Eugène Klein, prélat français, archevêque de Nouméa († 6 décembre 1992)
- 25 mars : Eugène Moke, prélat congolais, évêque auxiliaire de Kinshasa et évêque titulaire de Lestrona (de) († 6 avril 2015)
- 3 mai : Jean Albert Marie Auguste Bernard, prélat français, évêque de Nancy († 11 novembre 2000)
- 21 mai : James B. Reuter, prêtre jésuite, journaliste et missionnaire américain aux Philippines († 31 décembre 2012)
- 1er juin : Jean Jérôme Hamer, cardinal belge de la Curie, précédemment archevêque titulaire de Lorium (de) († 2 décembre 1996)
- 25 juin : Pierre de Locht, prêtre et théologien belge († 9 mars 2007)
- 27 juin : Albert Descamps, prélat et universitaire belge, évêque auxiliaire de Tournai et évêque titulaire de Tunes (de) († 15 octobre 1980)
- Juillet : Bernard Yago, premier cardinal ivoirien, archevêque d'Abidjan († 5 octobre 1997)
- 30 juillet : Roger Ninféi, prêtre, éducateur et chef d'établissement scolaire français († 28 février 2003)
- 1er août : Fiorenzo Angelini, cardinal italien de la Curie, précédemment archevêque titulaire de Messène (de) († 22 novembre 2014)
- 7 août : Lawrence Picachy, cardinal indien, archevêque de Calcutta († 30 novembre 1992)
- 15 août : Joseph Raya, prélat libanais, archevêque de Saint-Jean-d'Acre (en) puis archevêque titulaire de Scythopolis (de) († 10 juin 2005)
- 12 septembre : Olindo Pasqualetti, prêtre, latiniste, poète et écrivain italien († 21 novembre 1996)
- 13 septembre : Heinrich Gross, théologien exégète et enseignant allemand († 30 avril 2008)
- 2 octobre : Ángel Suquía Goicoechea, cardinal espagnol, archevêque de Madrid († 13 juillet 2006)
- 7 octobre : Léonce-Albert Van Peteghem, prélat belge, évêque de Gand († 7 janvier 2004)
- 6 décembre : Bienheureux Joseph Stanek, prêtre et martyr polonais du nazisme († 23 septembre 1944)
- 12 décembre : Bienheureuse Guadalupe Ortiz de Landázuri, scientifique espagnole et membre laïque de l'Opus Dei († 16 juillet 1975)
- 24 décembre : Bienheureuse Zdenka Schelingová, religieuse et martyre slovaque du communisme († 31 juillet 1955)
- 30 décembre : Robert-Joseph Mathen, prélat belge, évêque de Namur († 19 janvier 1997)

## Décès
- 2 janvier : Félix Sardá y Salvany, prêtre et écrivain espagnol, adversaire du libéralisme (° 21 mai 1841)
- 16 janvier : Bienheureuse Jeanne-Marie Condesa Lluch, religieuse espagnole, fondatrice des Servantes de Marie Immaculée (° 30 mars 1862)
- 7 février : Bienheureuse Ludwika Szczęsna, religieuse polonaise, cofondatrice des Servantes du Sacré-Cœur de Jésus de Cracovie (° 18 juillet 1863)
- 12 février : Jean-Baptiste Desanti, prélat français, évêque d'Ajaccio (° 7 décembre 1846)
- 26 février : Bienheureuse Piedad de la Cruz Ortíz Real, religieuse et fondatrice espagnole (° 12 novembre 1842)
- 6 mars : Henri Auger, prêtre français, missionnaire au Japon, tué durant la bataille de Verdun (° 29 mars 1883)
- 19 mars : Girolamo Maria Gotti, cardinal italien de la Curie, précédemment archevêque titulaire de Petra (° 29 mars 1883)
- 10 avril : Antoine Crozier, prêtre stigmatisé et écrivain français (° 8 février 1850)
- 4 mai : Hector-Irénée Sevin, cardinal français, archevêque de Lyon (° 22 mars 1852)
- 13 mai : Émile Petitot, prêtre, missionnaire au Canada, géographe et linguiste français (° 3 décembre 1838)
- 7 juin : Henry Northrop, prélat américain, évêque de Charlotte, précédemment vicaire apostolique de Caroline du Nord et évêque titulaire  de Rosalia (de) (° 5 mai 1842)
- 9 juillet : Amédée Masclef, prêtre et botaniste français (° 9 août 1858)
- 27 juillet : Henri Doulcet, prélat et missionnaire français, évêque de Nikopol (en) (° 26 avril 1857)
- 4 août : Bienheureux Frédéric Jansoone, prêtre franciscain français, missionnaire au Canada et en Terre Sainte (° 19 novembre 1838)
- 18 septembre : José Fagnano Vero, prêtre salésien et missionnaire italien en Argentine (° 9 mars 1844)
- 20 septembre : Hermann Jürgens, prélat et missionnaire allemand, archevêque de Bombay (° 8 décembre 1846)
- 6 octobre : Bienheureux Isidore De Loor, frère passioniste belge (° 18 avril 1881)
- 5 novembre : 
  - Francesco Salesio Della Volpe, cardinal italien de la Curie (° 24 décembre 1844)
  - Antoine Stillemans, prélat belge, évêque de Gand (° 10 décembre 1832)
- 1er décembre : Saint Charles de Foucauld, officier français devenu explorateur et géographe puis prêtre et ermite, martyr (° 15 septembre 1858)
- 16 décembre : Bienheureux Honorat de Biala, prêtre capucin polonais (° 16 octobre 1829)
- 17 décembre : Bienheureux Hyacinthe-Marie Cormier, prêtre dominicain français, maître de l'ordre des Prêcheurs (° 8 décembre 1832)
- 18 décembre : Bienheureuse Giulia Nemesia Valle, religieuse italienne (° 26 juin 1847)
- 24 décembre : Émile-Louis-Cornil Lobbedey, prélat français, évêque d'Arras (° 29 février 1856)